# Astronomy Brasil
Astronomy Brasil foi uma revista sobre astronomia lançada em abril de 2006, espelhada na revista americana Astronomy, publicada desde 1973. A revista foi publicada inicialmente pela Editora Andromeda, a partir da sexta edição, a revista passou a ser publicada pela Duetto Editorial, uma joint-venture entre a Editora Segmento e a Ediouro Publicações, que também publica a versão brasileira Scientific American distribuída pela Dinap Em setembro de 2007, a revista foi cancelada.